# Arielle Gold
Arielle Gold (* 4. Mai 1996 in Steamboat Springs, Colorado) ist eine ehemalige US-amerikanische Snowboarderin. Sie startete in den Disziplinen Halfpipe und Slopestyle.

## Werdegang
Ihr internationales Debüt feierte Gold im Februar 2010 bei FIS-Rennen in Copper. Mit Rang sieben erreichte sie dabei die Top 10. Im Dezember des gleichen Jahres startete sie erstmals an gleicher Stelle im Nor-Am Cup und erreichte in der Halfpipe Rang 21.
Bei den Snowboard-Juniorenweltmeisterschaften 2011 in Chiesa in Valmalenco belegte Gold Rang acht in der Halfpipe. Am 28. August 2011 gab sie ihr Debüt im Snowboard-Weltcup. In der Halfpipe in Cardrona sammelte sie dabei als Achte erste Weltcup-Punkte. Auch in Saas-Fee im November erreichte Gold als Zehnte ein gutes Resultat. Bei den Olympischen Jugend-Winterspielen 2012 in Innsbruck sicherte sie sich in der Halfpipe sowie im Slopestyle die Silbermedaille.
Nach einem vierten Platz im Nor-Am Cup am Mammoth Mountain gewann Gold bei den Snowboard-Juniorenweltmeisterschaften 2012 im spanischen Sierra Nevada die Goldmedaille in der Halfpipe. Bei den nationalen Meisterschaften 2012 gewann sie Gold auf der Halfpipe. Im August 2012 startete sie in Cardrona nach längerer Pause wieder im Weltcup. Da sie mit Rang 14 zwar Punkte gewinnen konnte, jedoch nicht überzeugte, dauerte es bis Januar 2013, bis sie erneut zum Weltcup-Team gehörte. In Copper Mountain gewann sie deutlich die Halfpipe-Qualifikation, verpasste aber einen Podestplatz im Wettbewerb als Vierte knapp.
Bei den folgenden Snowboard-Weltmeisterschaften 2013 in Stoneham-et-Tewkesbury wurde Gold am 20. Januar 2013 Weltmeisterin in der Halfpipe. In der gleichen Woche gewann sie eine Bronzemedaille in der SuperPipe bei den XVII. Winter X Games, nachdem sie den Startplatz der verletzten Gretchen Bleiler eingenommen hatte.
Am 1. Februar 2013 stand sie als Zweite in Park City erstmals auf dem Podium in einem Weltcup-Wettbewerb. Beim folgenden Weltcup in Sotschi gehörte Gold nach dem Gewinn der Qualifikation erneut zu den Favoriten auf das Podest, verpasste dies aber als Elfte deutlich. Bei den Burton European Open 2013 in Laax siegte sie auf der Halfpipe. Es folgten dritte Plätze bei den Burton US Open in Vail und den Winter-X-Games-Europe 2013 in Tignes. Sie beendete die Saison wie im Vorjahr auf den zweiten in der World Snowboard Tour Halfpipewertung. Im August startete Gold erneut in Cardrona, blieb aber als Neunte erneut hinter den vorderen Plätzen.
Mit dem zweiten Podestplatz ihrer Karriere im FIS-Weltcup in Copper Mountain im Dezember 2013 erreichte Gold die Qualifikation für die Olympischen Winterspiele 2014 in Sotschi. Während eines Trainingslaufes vor den Qualifikationsdurchgängen in der Halfpipe in Rosa Chutor stürzte Gold dabei jedoch schwer und konnte wegen des zugezogenen Schulterbruchs nicht am Wettkampf teilnehmen.
In der Saison 2014/15 belegte sie im Weltcup in Copper Mountain und in Park City den zweiten Platz. Im März 2015 kam sie bei den Burton US Open 2015 in Vail auf den dritten Platz. In der FIS-Halfpipewertung erreichte sie den zweiten Platz. In der folgenden Saison siegte sie bei den Laax Open 2016 in Laax auf der Halfpipe und gewann bei den Winter-X-Games 2016 in Aspen die Silbermedaille im Superpipe-Wettbewerb. Im Februar 2016 holte sie bei den X-Games Oslo 2016 in Oslo die Bronzemedaille im Superpipe-Wettbewerb. In der Saison 2016/17 errang sie bei den Laax Open 2017 den zweiten Platz und bei den Winter-X-Games 2017 den sechsten Platz. Bei den Snowboard-Weltmeisterschaften 2017 in Sierra Nevada wurde sie Fünfte. Nach Platz drei bei der Winter Dew Tour in Breckenridge zu Beginn der Saison 2017/18, gewann sie bei den Winter-X-Games 2018 die Silbermedaille und bei den Olympischen Winterspielen 2018 in Pyeongchang die Bronzemedaille. In ihrer letzten aktiven Saison 2018/19 wurde sie nach Platz drei bei den Laax Open, Achte bei den Winter-X-Games 2019 und Fünfte bei den Snowboard-Weltmeisterschaften 2019 in Park City.
Golds älterer Bruder ist der Snowboarder Taylor Gold.

## Erfolge
Saison 2009/10
- 1. Platz – Burton US Junior Open in Stratton Mountain, Halfpipe
- 3. Platz – Nationale Meisterschaften in Copper Mountain, Halfpipe

Saison 2010/11
- 2. Platz – U.S. Revolution Tour am Mount Hood, Halfpipe
- 2. Platz – Nationale Meisterschaften in Copper Mountain, Halfpipe

Saison 2011/12
- 1. Platz – Snowboard-Juniorenweltmeisterschaften 2012 in Sierra Nevada, Halfpipe
- 1. Platz – Nationale Meisterschaften in Copper Mountain, Halfpipe
- 2. Platz – U.S. Revolution Tour in Copper Mountain, Halfpipe
- 2. Platz – Olympische Jugend-Winterspiele 2012 in Innsbruck, Halfpipe
- 2. Platz – Olympische Jugend-Winterspiele 2012 in Innsbruck, Slopestyle

Saison 2012/13
- 1. Platz – Snowboard-Weltmeisterschaften 2013 im Stoneham, Halfpipe
- 1. Platz – Burton European Open in Laax, Halfpipe
- 2. Platz – U.S. Snowboarding Grand Prix und Snowboard-Weltcup in Park City, Halfpipe
- 2. Platz – Halfpipewertung World Snowboard Tour
- 3. Platz – Winter-X-Games 2013 in Aspen, Halfpipe
- 3. Platz – Burton US Open in Vail, Halfpipe
- 3. Platz – Winter-X-Games-Europe 2013 in Tignes, Halfpipe

Saison 2013/14
- 2. Platz – U.S. Snowboarding Grand Prix und Snowboard-Weltcup in Copper Mountain, Halfpipe
- 2. Platz – Halfpipewertung World Snowboard Tour

Saison 2014/15
- 2. Platz – U.S. Snowboarding Grand Prix und Snowboard-Weltcup in Copper Mountain, Halfpipe
- 2. Platz – U.S. Snowboarding Grand Prix und Snowboard-Weltcup in Park City, Halfpipe
- 2. Platz – FIS-Halfpipe-Weltcup
- 3. Platz – Winter Dew Tour in Breckenridge, Halfpipe
- 3. Platz – Burton US Open in Vail, Halfpipe

Saison 2015/16
- 1. Platz – Laax Open in Laax, Halfpipe
- 2. Platz – Winter-X-Games 2016 in Aspen, Halfpipe
- 3. Platz – X-Games Oslo 2016 in Oslo, Halfpipe

Saison 2016/17
- 2. Platz – Laax Open und Snowboard-Weltcup in Laax, Halfpipe

Saison 2017/18
- 2. Platz – Winter-X-Games 2018 in Aspen, Halfpipe
- 3. Platz – Winter Dew Tour in Breckenridge, Halfpipe
- 3. Platz – Olympische Winterspiele 2018 in Pyeongchang, Halfpipe